# World Series of Poker 2004
Le World Series of Poker 2004 furono la trentacinquesima edizione della manifestazione. Si tennero dal 23 aprile al 24 maggio presso il casinò Binion's Horseshoe di Las Vegas.
Il vincitore del Main Event fu Greg Raymer.
L'edizione 2004 fu l'ultima tenutasi interamente al Binion's: l'edizione 2005 si disputò al Rio All Suite Hotel and Casino, fatta eccezione per i due giorni finali del "Main Event" disputati per l'ultima volta al Binion's.

## Eventi preliminari
| Evento                                    | Vincitore          | Premio   | Ultimo giocatore eliminato |
| ----------------------------------------- | ------------------ | -------- | -------------------------- |
| $500 Casino Employee's Limit Hold'em      | Carl Nessel        | $40.000  | Cory Pocket                |
| $2.000 No Limit Hold'em                   | James Vogl         | $400.000 | Shawn Rice                 |
| $1.500 Seven Card Stud                    | Ted Forrest        | $111.440 | Chad Brown                 |
| $1.500 Limit Hold'em                      | Aaron Katz         | $234.940 | Richard Gardner-Brown      |
| $1.500 Omaha Hi-Lo Split                  | Curtis Bibb        | $160.000 | Paul Phillips              |
| $1.500 Pot Limit Hold'Em                  | Minh Nguyen        | $155.420 | Lorne Persons              |
| $1.000 No-Limit Hold'Em                   | Gerry Drehobl      | $365.900 | John Juanda                |
| $2.000 Pot Limit Omaha                    | Chau Giang         | $187.920 | Robert Williamson III      |
| $1.500 No Limit Hold'Em                   | Scott Fischman     | $300.000 | Joe Awada                  |
| $2.000 Seven Card Stud Hi-Lo Split        | Cyndy Violette     | $135.900 | Pete Kaufman               |
| $2.500 Limit Hold'Em                      | Eli Balas          | $174.440 | Steve Shkolnik             |
| $2.000 H.O.R.S.E.                         | Scott Fischman     | $100.200 | John Cover                 |
| $5.000 No Limit Hold'Em                   | Thomas Keller      | $382.020 | Martin De Knijff           |
| $1.500 Seven Card Stud Hi-Lo Split        | Hasan Habib        | $93.060  | Tommy Polk                 |
| $2.000 Limit Hold'Em                      | Daniel Negreanu    | $169.100 | Chris Hinchcliffe          |
| $5.000 No-Limit Deuce to Seven Draw poker | Barry Greenstein   | $296.200 | Chris Ferguson             |
| $1.500 Limit Hold'Em Shootout             | Kathy Liebert      | $110.180 | Kevin Song                 |
| $1.500 No-Limit Hold'Em Shootout          | Phi Nguyen         | $180.000 | Kirill Gerasimov           |
| $2.000 Omaha Hi-Lo Split                  | Annie Duke         | $137.860 | Ron Graham                 |
| $1.000 Ladies' Limit Hold'Em              | Hung Doan          | $58.530  | Millie Shiu                |
| $2.000 Pot Limit Hold'Em                  | Antonio Esfandiari | $58.530  | Phi Nguyen                 |
| $5.000 Omaha Hi-Lo Split                  | Brett Jungblut     | $187.720 | John Cernuto               |
| $1.500 No Limit Hold'em                   | Ted Forrest        | $300.300 | Susan Pritchett            |
| $5.000 Seven Card Stud                    | Joe Awada          | $221.000 | Marcel Luske               |
| $3.000 Pot Limit Hold'Em                  | Gavin Griffin      | $270.420 | Garry Bush                 |
| $1.500 Seven Card Razz                    | T. J. Cloutier     | $90.500  | Dutch Boyd                 |
| $1.000 Deuce to Seven Triple Draw poker   | Farzad Bonyadi     | $86.980  | Trung Ly                   |
| $1.000 Seniors No-Limit Hold'em           | Gary Gibbs         | $136.960 | Carl McKelvey              |
| $5.000 Limit Hold'Em                      | John Hennigan      | $325.360 | An Tran                    |
| $3.000 No-Limit Hold'em                   | Mike Sica          | $503.160 | John Kabbaj                |
| $5.000 Pot Limit Omaha                    | Ted Lawson         | $500.000 | Lee Watkinson              |
| $1.500 Ace to 5 Triple Draw Lowball       | Norm Ketchum       | $84.500  | Barry Greenstein           |

## Main Event

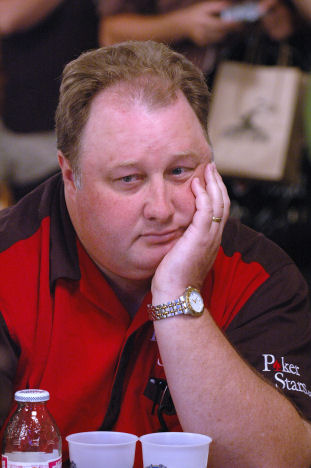
Greg Raymer, vincitore del Main Event

I partecipanti al Main Event furono 2.576. Ciascuno di essi pagò un buy-in di 10.000 dollari. Tuttavia alcuni partecipanti, incluso il vincitore Greg Raymer, ebbero accesso al Main Event grazie alla vittoria in alcuni tornei on-line di qualificazione.

### Tavolo finale
| Piazzamento | Nome              | Premio     |
| ----------- | ----------------- | ---------- |
| 1°          | Greg Raymer       | $5.000.000 |
| 2°          | David Williams    | $3.500.000 |
| 3°          | Josh Arieh        | $2.500.000 |
| 4°          | Dan Harrington    | $1.500.000 |
| 5°          | Glenn Hughes      | $1.100.000 |
| 6°          | Al Krux           | $800.000   |
| 7°          | Matt Dean         | $675.000   |
| 8°          | Mattias Andersson | $575.000   |
| 9°          | Michael McClain   | $470.400   |